# Pessic vulcanià

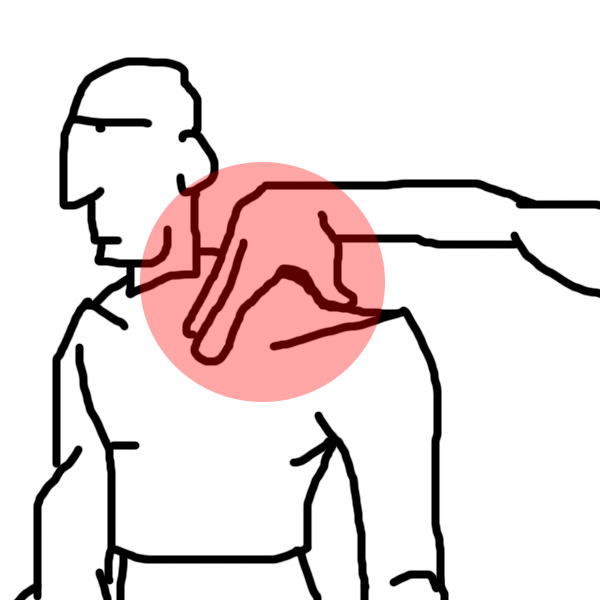
El pessic vulcanià s'aplica a una zona circumdant al quàdriceps.

A l'univers de Star Trek, el pessic vulcanià és una tècnica usada pels vulcanians per deixar inconscient a altres formes de vida, pessigant la base del coll de la víctima amb els 4 dits i el polze. Normalment, això es fa amb altres humanoides, encara que en almenys una ocasió, Spock l'utilitza amb un ésser semblant a un cavall, a Star Trek: L'última frontera.
Leonard Nimoy inventà la maniobra en els començaments de la sèrie original de Star Trek (sèrie original). En un guió per un episodi es requeria que Spock pegués a un altre personatge amb la culata de la pistola, però creia que això contradeia la naturalesa sobre-racional de Spock (i els vulcanians), per la qual cosa Nimoy sortí aquesta alternativa.
En progressar la sèrie, es va fer evident que els vulcanians en general dominaven la tècnica. No obstant persones d'altres espècies també la poden aprendre almenys aquells que han tingut una fusió mental, Jonathan Archer i Jean-Luc Picard, són dos humans que han dominat aquesta tècnica. L'androide Data també té la capacitat d'utilitzar el pessic vulcanià. Leonard McCoy també intentà aprendre la tècnica quan tenir el katra de l'Spock però per motius desconegut no ho va aconseguir. En un altre moment es veu com un tellarita també és capaç d'usar el pessic vulcanià. En un episodi, Spock comenta que ell va intentar ensenyar-li la tècnica al capità Kirk, però les seves intencions didàctiques fracassen, ja que no ha tingut cap fusió mental.
Mai s'ha aclarit de forma explícita de quina manera actua el pessic vulcanià. A través dels anys, els fanàtics i escriptors de les sèries de Star Trek han elaborat nombroses hipòtesis al respecte.
Una conjectura és que, a causa de la naturalesa telepàtica dels vulcanians, i al gran control que exerceixen sobre els seus propis cossos, tenen l'habilitat d'enviar una "descàrrega d'energia" que sobrecàrrega el sistema nerviós, deixant inconscient la víctima, encara que hi ha assenyalar que el pessic no funciona amb totes les espècies.